# TN 80
TN 80 foi colocada em serviço, entre 1985 e 1991, como a ogiva nuclear do míssil de cruzeiro de ataque nuclear ASMP, portados pelo caça bombardeiro Dassault Mirage IV. O rendimento era de 300 quilotons, e a sua ogiva era endurecida contra defesas.

## Referencias
- Norris, Robert, Burrows, Andrew, Fieldhouse, Richard "Nuclear Weapons Databook, Volume V, British, French and Chinese Nuclear Weapons, San Francisco, Westview Press, 1994, ISBN 0-8133-1612-X